# Рао Ранмал
Рао Ранмал, также известный как Ран Мал или Ридмал (1392 — октябрь 1438) — ратхорский раджа Марвара (с 1428 по 1438 год). Известный экспансионист и опытный воин, Ранмал также примечателен тем, что дважды занимал пост регента королевства Мевар при двух разных правителях.
После смещения с поста наследника Марвара в пользу младшего брата Ранмал присоединился ко двору своего шурина, Раны Лакха Сингха из Мевара. Там он приобрел значительное влияние, в конечном итоге став регентом при своем несовершеннолетнем племяннике Мокале Сингхе после смерти Лакхи в 1421 году. В 1428 году Ранмал вернулся в Марвар, чтобы предъявить права на трон своих предков, который остался вакантным после смерти его отца и братьев. Когда пять лет спустя Мокал Сингх был убит, Ранмал снова взял на себя управление Меваром, теперь от имени младшего сына Мокала Кумбхи.
Во время своего регентства в Меваре, а также во время правления собственным королевством, Ранмал провел многочисленные успешные военные кампании против соседних государств, в том числе Гуджарата, Бунди и Малвы. Тем не менее, он был сильно возмущен знатью Мевара из-за значительного влияния Ратхора, которое он принес в королевство Сисодия. Когда по его приказу был убит принц Мевара, в 1438 году против него был предпринят переворот, кульминацией которого стало его убийство и вторжение в Марвар. Последний был ослаблен в результате, и потребовался его преемник Рао Джодха много лет, чтобы восстановить его былую известность.

## Предыстория
Ранмал родился в 1392 году . Единственный сын Рао Чунды, правителя Марвара (1384—1428), от его жены Сурам Де Санкхали, дочери Бисала . По праву первородства, как старший сын своего отца, Ранмал изначально был очевидным наследником престола . Однако, под влиянием своей любимой жены Соны Мохил Чунда убедили вместо этого назначить своим преемником ее сына Канху. В ответ Ранмал, лишенный наследства, покинул Мандор и отправился в добровольное изгнание.

## Изгнание в Меваре
Ранмал отправился в Читтор, столицу-крепость раджпутского княжества Мевар. Там его приветствовал и предоставил ему место при дворе правитель государства Рана Лакхи Сингха, который был мужем сестры Ранмала Хансы Бай. Принц быстро приобрел влияние при дворе Мевара, его власть достигла своего апогея после смерти Лакхи Сингха в 1421 году.
Ханса Бай, из-за несовершеннолетия ее маленького сына Мокала Сингха, умоляла Ранмала управлять государством от имени нового раны. Он превосходно выполнял эту роль в последующие годы, развязывая военные кампании против соперников Мевара. К ним относятся Фируз хан из Нагаура, Ахмад Шах I из Гуджарата и Хадас из Бунди. Тем не менее, среди знати было недовольство растущим влиянием Ратхоров при дворе, в частности, в отношении уровня кумовства, с которым Ранмал назначал высокие должности. Эта неприязнь распространялась даже на самого молодого рану Мевара, в конечном итоге став фактором его убийства более десяти лет спустя.

## Правитель Джанглу
Получив должность при дворе раны Мевара, Ранмал впоследствии вернулся в Джанглу, правителем которого он был провозглашен богиней Чарана Карни Мата. Кроме того, он совершил вторжения на территорию Бхати и оккупировал Бикампур.

## Правление
Отец Ранмала Чунда был убит в битве в 1423 году, и ему наследовал, как и планировал последний, его младший сын Канха. Однако в 1428 году Канха тоже умер, и за ним последовал другой сын Чунды, который также правил недолго. Увидев возможность, Ранмал выступил на столицу, Мандор, во главе армии Мевара и захватил трон, став новым рао Марвара.
Опытный воин, Ранмал начал расширять территорию Ратхора. Он записан как завоеватель города Бикрампур после убийства некоего вождя бхати по имени Келана, возможно, имеется в виду Рао Келана из Пугала, который был среди тех, кто несет ответственность за убийство своего отца. В дополнение к этому, он победил Хасан-хана, патанского правителя Джалора, а также занял Нагаур, под его контролем оказались города Надол, Джайтаран и Соджат. Он также провел некоторые реформы, как в Марваре, так и ранее в Меваре, включая усовершенствование существующих систем мер и весов.

## Регент Мевара
В 1433 году Рана Мокал Сингх был убит в результате заговора, таким образом, еще раз оставив маленького ребенка правителем Мевара, теперь в лице сына Мокала Кумбхи. Ханса Бай, теперь королева-бабушка, снова призвала своего брата Ранмала взять на себя управление государством, пока новый рана достиг совершеннолетия. Ранмал, в сопровождении некоторых из своих двадцати четырех сыновей, вернулся в Читтор, номинально заняв должность смотрителя при своем несовершеннолетнем внучатом племяннике, хотя, по сути, он стал истинной властью в княжестве.
Первым действием нового регента было нанести удар по союзникам соперничающих с Меваром султанатам Гуджарат и Малва, последнее из которых укрывало убийц Мокала. Правители Бунди, Абу, Бхула и Басантгарха были разгромлены, а султан Малвы Махмуд Халджи потерпел поражение в битве при Сарангпуре в 1437 году. Он также начал выслеживать заговорщиков, некоторые из которых были убиты, а другие вынуждены скрываться. У одного из них, дяди Мокала по отцовской линии, Чачи, была дочь Бхармали, была взята в плен и стала женой Ранмала. 500 других девушек, принадлежащих к семьям беглецов, были захвачены и розданы Ранмалом своим любимцам.
Один из братьев Мокала, Рагхавдев, возразил против этого действия и взял женщин под свою защиту. Он начал опасаться растущего влияния Ратхора при дворе и начал готовить сопротивление Ранмалу. И наоборот, Ранмал также рассматривал принца Мевара как угрозу и тоже начал заговор. События достигли кульминации, когда Ранмал пригласил Рагхадева преподнести ему традиционную одежду чести. Однако, без ведома последнего, рукава халата были подшиты таким образом, чтобы ограничить его движения. Затем Рагхадев попал в засаду, устроенную людьми Ранмала, которые немедленно зарубили недееспособного принца.

## Убийство
Убийство Рагхадева оказало глубокое влияние на общественное мнение о Ранмале, поскольку и знать, и население в целом уже были возмущены его доминированием при дворе. Многие стали опасаться за жизнь молодого раны, что побудило вождей начать урезание полномочий регента. Принц Чунда, старший сын и бывший наследник покойного раны Лакха Сингха, был призван обратно в город, чтобы отомстить за смерть своего брата. В то время как Чунда вернулся в Мевар и уничтожил аванпосты Ратхора за пределами крепости Читтор, дворяне составили заговор против Ранмала изнутри. Они обратились за помощью к дочери Чачи Бхармали, которая была одной из жен Ранмала. В ночь на Дивали 1438 года она пичкала его алкоголем, пока он не впал в пьяный ступор, и привязала его к кровати его собственным тюрбаном. Затем на Ранмала напали убийцы, посланные знатью Мевара. Несмотря на свои оковы, он смог стоять прямо, но не смог защитить себя, и в конечном итоге был убит.
Смерть Ранмала вызвала серьезные разногласия между раджпутскими княжествами Марвар и Мевар, в результате чего столица первого, Мандор, и прилегающие к нему земли были оккупированы армией Мевара. Сыну и преемнику Ранмала Джодхе (который сам едва спасся из Читтора живым) потребовалось несколько лет, чтобы восстановить былое величие и территорию Марвара.

## Семья
Ранмал женился несколько раз, что было распространено среди раджпутской элиты. Его женами были:
- Кодамде Бхатияни, дочь Ранигде, Рао Пугала[16]
- Бхармали, дочь Чачи, сына Кшетры Сингха, Рана из Мевара[14]
- Рами Бай, дочь Лаладжи Сонгиры из Надола[17]
- Хансамати Парихар
- Трибхуван Де
- Сарангде
- Набхал Девал Де

У него было много сыновей, многие из которых впоследствии стали основателями новых кланов Ратхор. Ими были:
- Рао Джодха — преемник Ранмала на посту Рао Марвара. Он основал Джодхпур и заложил основы Мехрангарха; Ахайрадж; Кандхал; Чампа; Лакха; Бхакхар; Дунгарси; Джайтмал; Мандала; Пата; Рупа; Карна; Санда; Мандан; Натха; Уда; Бера; Джагмал; Вайра; Хапа; Адвал; Сандо; Синдхо; Тейси и Ванвир.